# Plantaginaceae
Plantaginaceae é uma família de angiospermas (plantas com flor) pertencente a ordem Lamiales. A família Plantaginaceae abrange clados antes considerados como famílias separadas (Callitrichaceae, Globulariaceae, Hippuridaceae e Plantaginaceae s. s.).

## Diversidade
Constitue-se de 3 gêneros (Plantago L., Littorella Berg. e Bougueria Decne.), e abrange em torno de 270 espécies, que ocorrem principalmente nas regiões temperadas e altitudes elevadas.

## Morfologia
As Plantaginaceae apresentam grande variação morfológica, o que se deve ao tipo de solo, clima, altitude e ação antrópica, além dos fenômenos reprodutivos. São ervas ou arbustos terrestres / aquáticos, hermafroditas, monóicas ou ginomonóicas. São polinizadas pelo vento ou por insetos. Raiz: Podem ser adventícias (locais úmidos), axiais delgadas ou axiais engrossadas (locais secos). Caule: Pode apresentar-se sob forma de rizoma, aéreo (P. brasiliensis e P. catharinea) e as vezes ramificado (P. brasiliensis e P. lanceolata). Folha: São geralmente simples, espirais, alternas, dispostas em rosetas basais. Seu tamanho varia muito e o pecíolo não é distinto da lâmina (exceção: P. major). A lâmina pode ser oval, oboval, elíptica, estreita, oblanceolada, espatulada, elíptico-lanceolada, lanceolada, estreitamente lanceolada ou linear. A consistência pode ser membranácea, cartácea ou coriácea. Flor: geralmente bissexuais, zigomórficas ou actinomórficas, bracteadas, hipóginas ou epíginas com quatro ou dois estames e dois carpelos. Cálice: sinsépalo com 3-5 lobos Corola: simpétala com 3-5 lobos. Anteras: versáteis, longitudinais ou transversais em deiscência. Gineceu: sincárpico, ovário superior ou inferior, 1-2 carpelos e lóculos. Estigmas: bilobados ou capitados. Óvulos: anátropos a hemitropos, unitegmicos, 1-40 por carpelo. Fruto: cápsula com muitas sementes Sementes: endospermas.

## Filogenia
- Grupo de Filogenia das Angiospérmicas

## Distribuição no mundo e no Brasil
O gênero Litorella apresenta 3 espécies e está distribuído na Europa, América do Norte, sul do Chile e sudoeste da Argentina. Bougueria é monotípica e se distribui na região andina do Peru, Chile, Bolívia e noroeste da Argentina. Já o terceiro gênero, Plantago, abrange cerca de 250 espécies bem distribuídas no mundo, sendo que 16 delas estão no Brasil, e dentre estas, 12 na região sul do país.
Algumas espécies de Plantaginaceae brasileiras e seus estados de ocorrência:
Plantago australis: MS, MG, SP, RJ, SC, PR, RS;
Plantago catharinea: Litoral do RJ ao RS;
Plantago guilleminiana: nas serras entre o RJ a SC;
Plantago lanceolata: RJ ao RS. Pouco frequente no estado de São Paulo e desconhecida em SC;
Plantago major: BA a SC;
Plantago tomentosa: RJ a RS;
Plantago brasiliensis: litoral de SC e RS;
Plantago commersoniana: SC, RS, MG, PR;
Plantago penantha: RS;
Plantago turficola: SC, RS;
Plantago myosuros: RS;
Plantago coronopus: SC, RS
Plantago paralias: SC;
Bacopa salzmannii: todos os estados exceto SC, RN, PE, SE e TO;
Bacopa monnieri: CE, PE, BA, ES, RJ, SP, PR, SC, RS.